# Montbrun-les-Bains
Montbrun-les-Bains – miejscowość i gmina we Francji, w regionie Owernia-Rodan-Alpy, w departamencie Drôme.
Według danych na rok 1990 gminę zamieszkiwało 467 osób, a gęstość zaludnienia wynosiła 14 osób/km² (wśród 2880 gmin regionu Rodan-Alpy Montbrun-les-Bains plasuje się na 1174. miejscu pod względem liczby ludności, natomiast pod względem powierzchni na miejscu 172.).

## Galeria

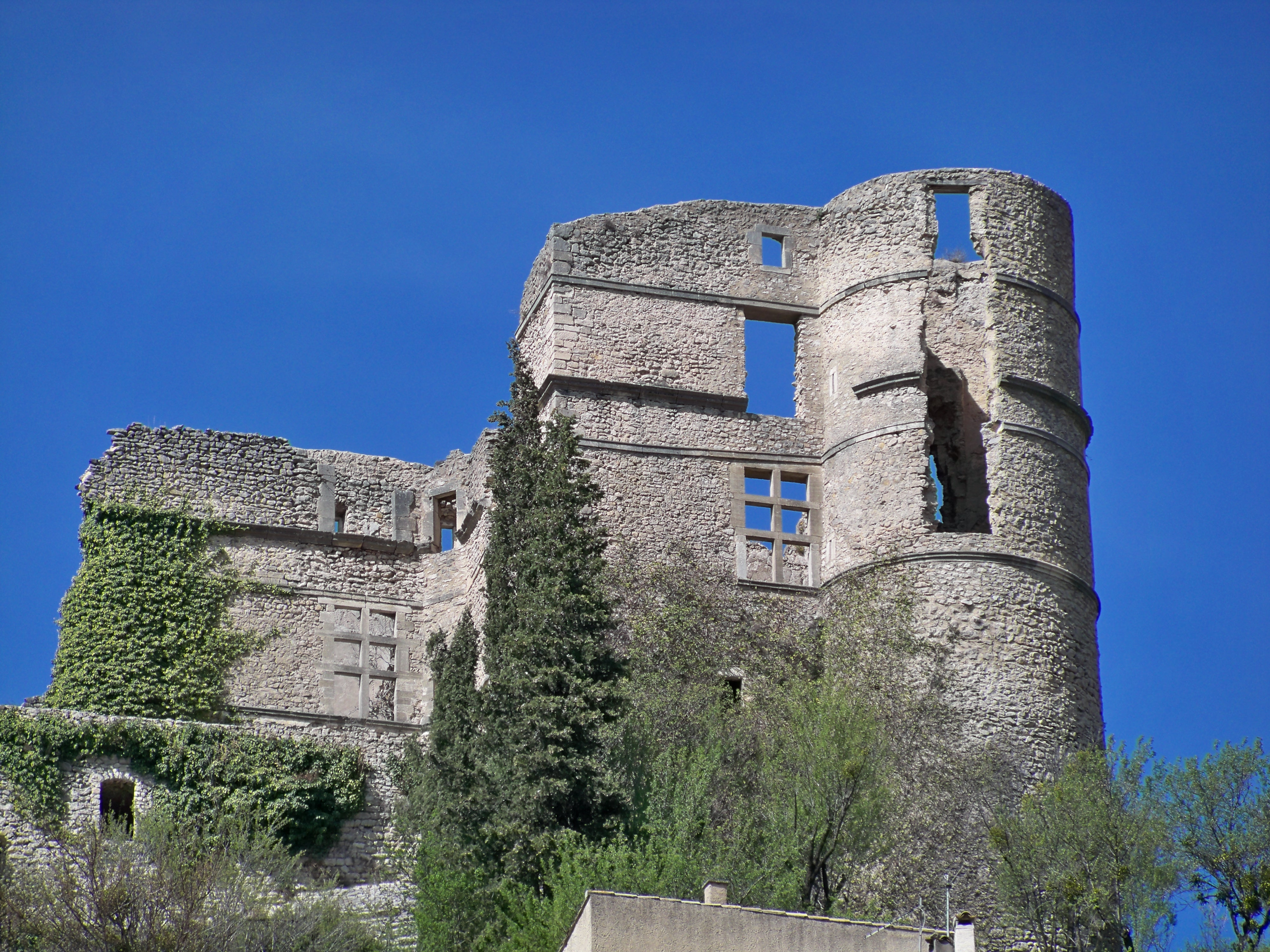
Ruiny zamku, 2012
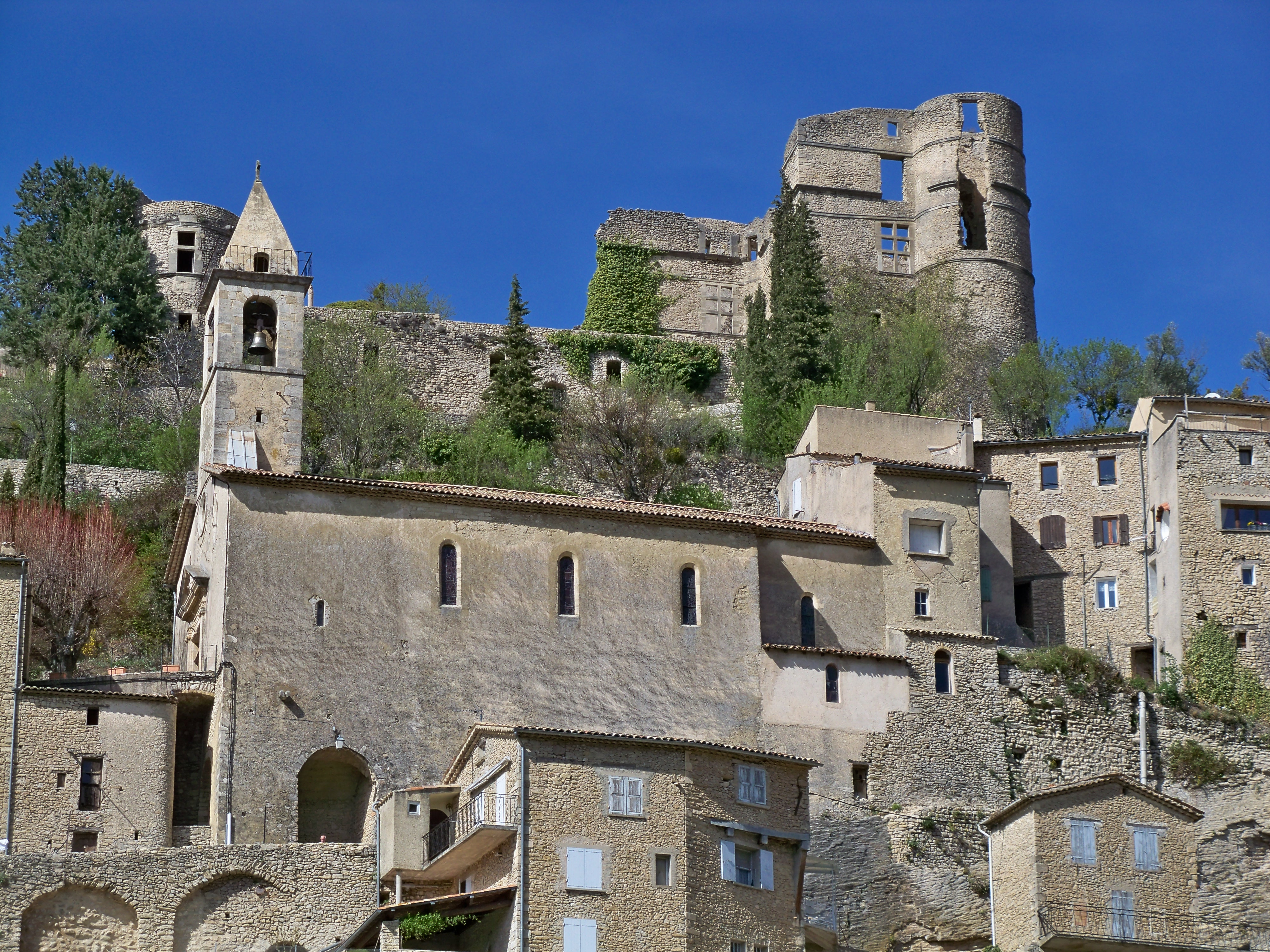
Kościół i ruiny zamku, 2012
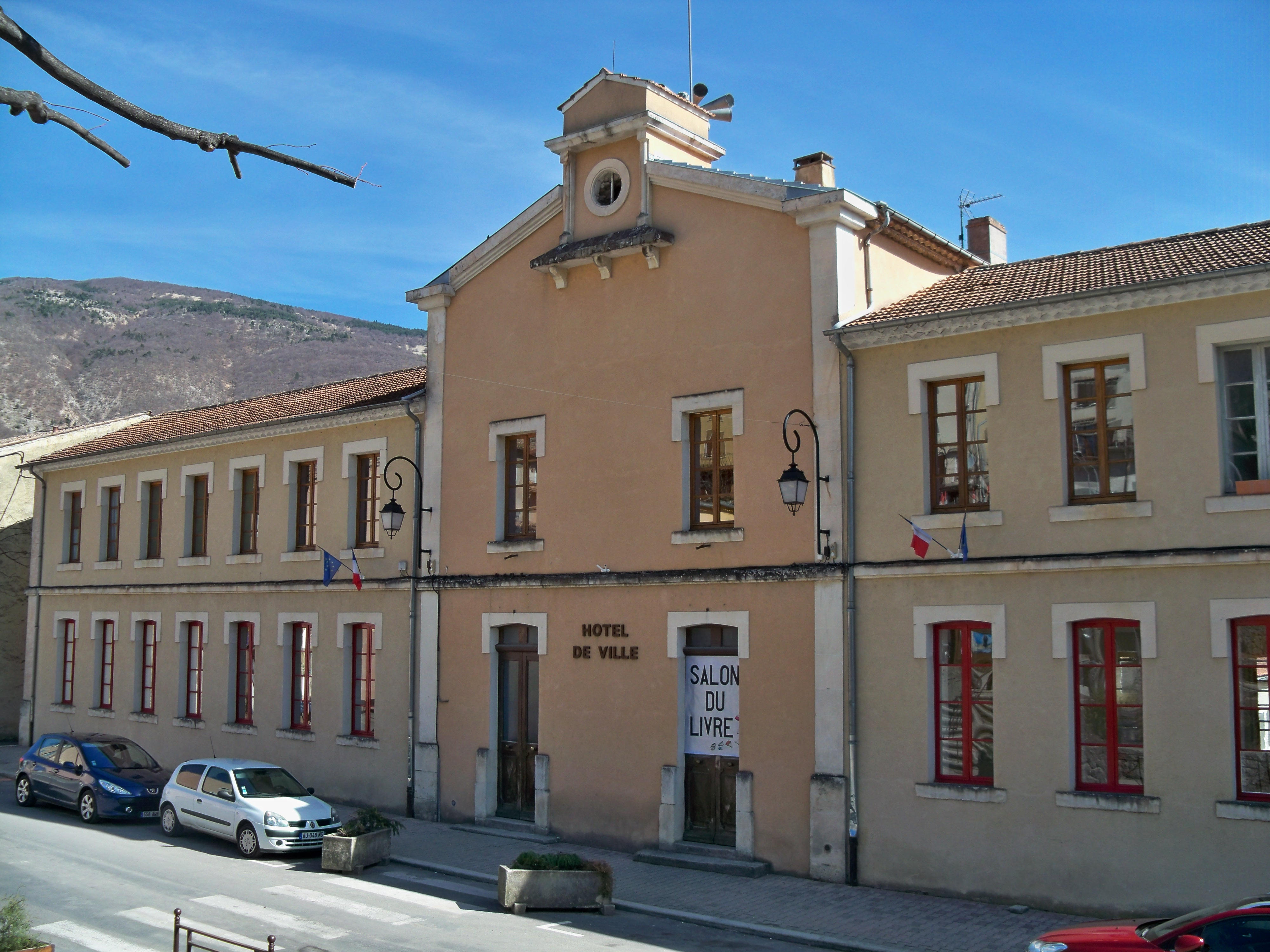
Ratusz, 2012